# Dere philippinensis
Dere philippinensis là một loài bọ cánh cứng trong họ Cerambycidae.